# سفارة اليابان في إندونيسيا
سفارة اليابان في إندونيسيا هي أرفع تمثيل دبلوماسي لدولة اليابان لدى إندونيسيا. تقع السفارة في وهي تهدف لتعزيز المصالح اليابانية في إندونيسيا.

## وصلات خارجية
- قائمة سفارات اليابان
- قائمة السفارات في إندونيسيا